# Chia Pet

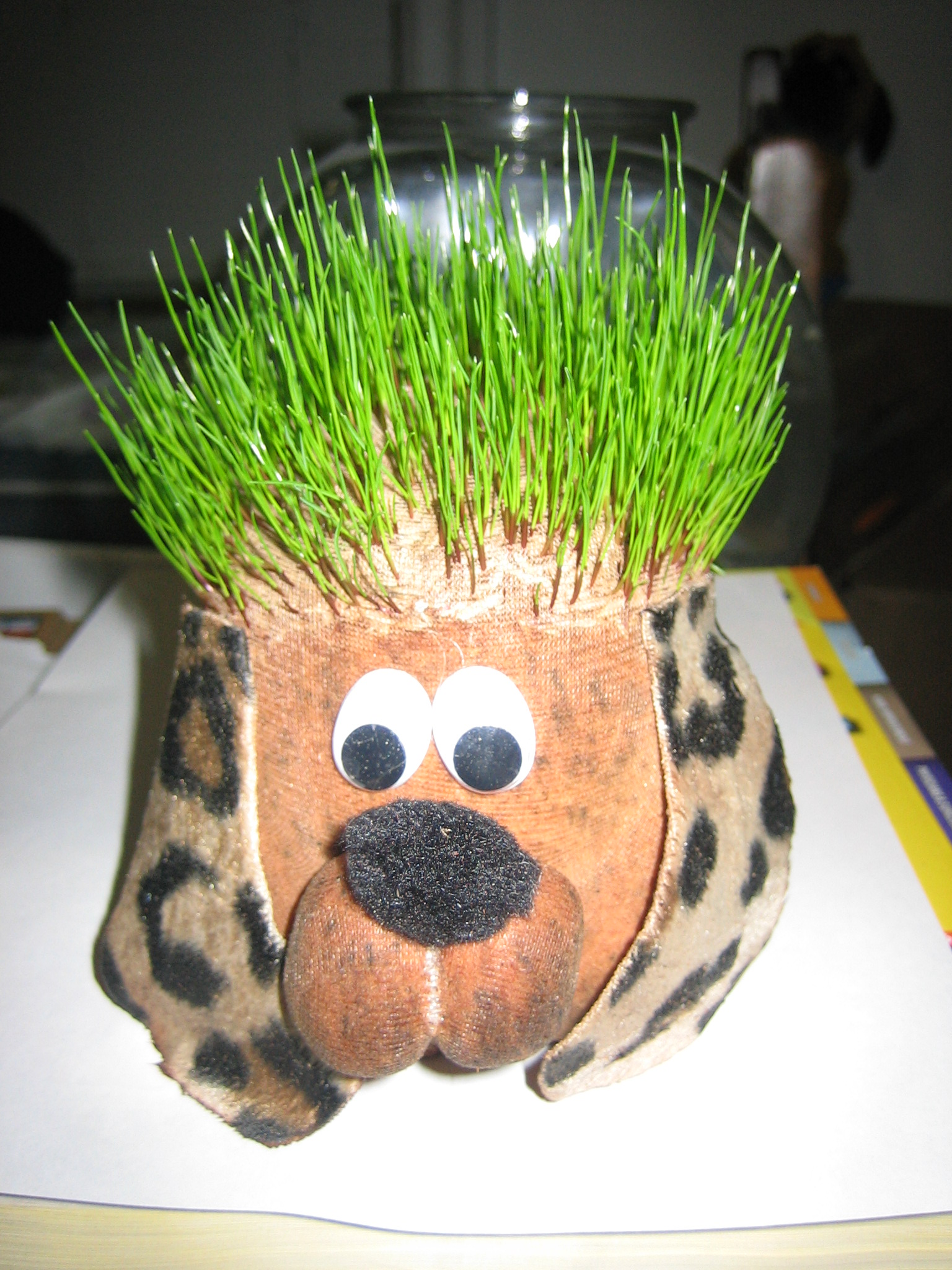
Chia pet

Chia Pet era una marca de piezas de arcilla con forma de mascotas a las que se les aplicaban, sobre su cuerpo acanalado, semillas humedecidas de chia (Salvia hispanica), una planta aromática de ciclo anual. Después de tres a cinco días llenando y rellenando el Chia Pet con agua, las semillas brotaban formando una capa gelatinosa que se adhería al cuerpo del Chia Pet. A partir de ese momento, se requieren pocos esfuerzos para mantener el Chia Pet, cuya parte con semillas se convertirá en una frondosa cubierta verde.
Estos juguetes coleccionables provenían de San Fermín, California, de la empresa Joseph Enterprises, Inc. En EE. UU. los Chia Pet se popularizaron en los años 1980 con el éxito de una figura de un carnero en 1982, el primer Chia Pet; aunque luego pasaron de moda.
- Datos: Q519930
- Multimedia: Chia Pet / Q519930